# Дитер фон Изенбург

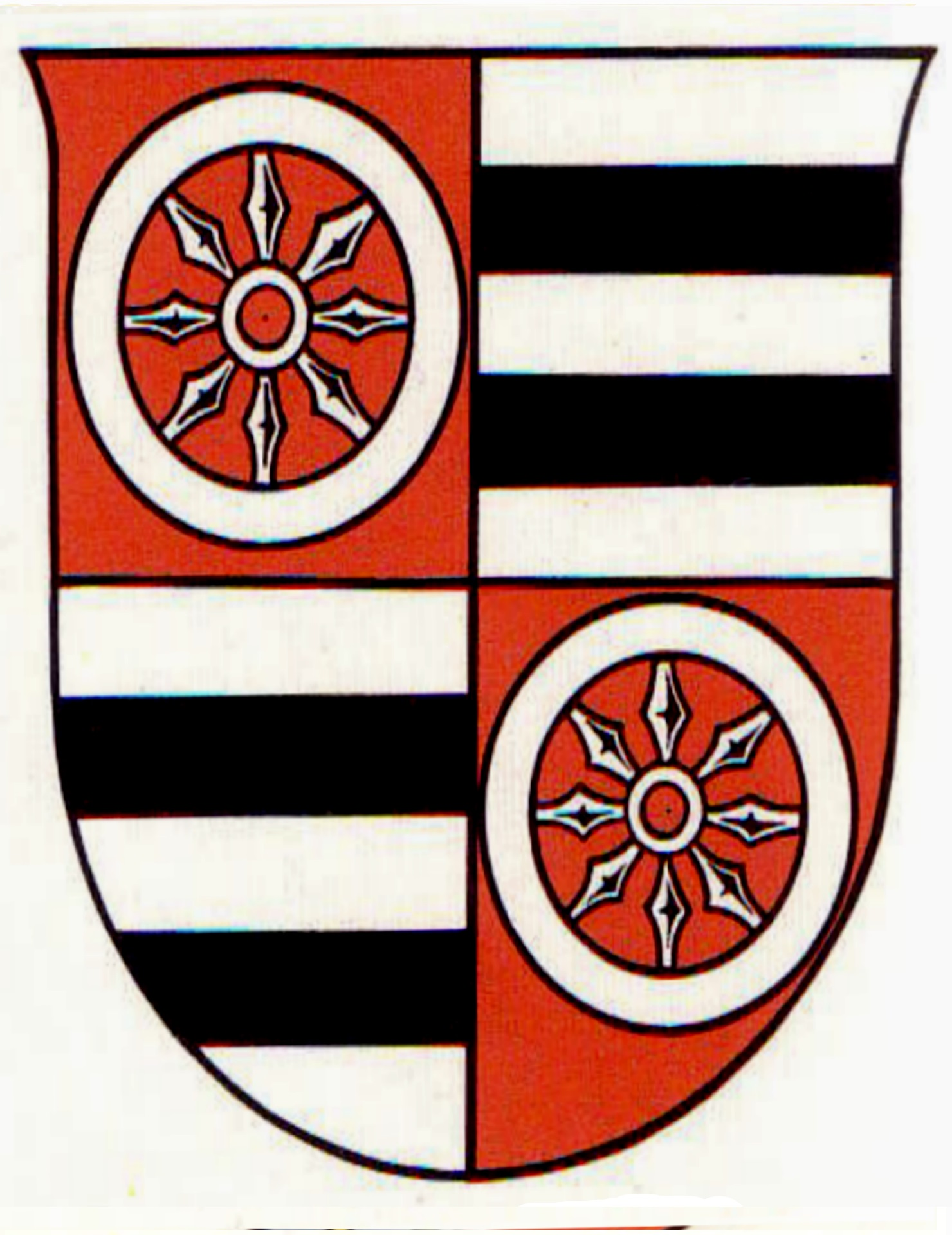
Герб Дитера фон Изенбург

Дитер фон Изенбург (нем. Diether von Isenburg; 1412 — 7 мая 1482, Ашаффенбург) — немецкий церковный деятель, бывший дважды архиепископом Майнцским (1459—1461 и 1475—1482), курфюрст и эрцканцлер Священной Римской империи.

## Биография
Родился в семье графа Дитера I фон Изербург-Бюдинген (ум. 20 ноября 1461) и его супруги, Елизаветы фон Зольмс-Браунфельс (ум. 17 июля 1451). Ещё в юные годы Дитер готовил себя к духовной карьере, так как графский титул должен был наследовать его старший брат Иоганн. Даже когда семейные обстоятельства изменились — Дитер отказался от титула ради служения церкви, и титул унаследовал его младший брат Людвиг. Дитер учился в Кёльнском и Эрфуртском университетах, затем приехал в Майнц, где в 1453 году становится настоятелем Майнцского собора.
В 1456 году выставил свою кандидатуру при выборах Трирского архиепископа, однако проиграл Иоганну II Баденскому. Позднее примкнул к союзу, заключённому ранее Дитрихом фон Эрбрах и маркграфом Бранденбургским Альбрехтом Ахиллесом, направленным против курфюрста Фридриха Пфальцского, и избирается архиепископом Майнцским, обойдя при этом с небольшим преимуществом другого кандидата, Адольфа II фон Нассау. Однако Дитер в своём сане тогда не был утверждён папой Римским. В 1461 году Дитер фон Изенбург собирает в Нюрнберге съезд князей, на котором провозглашает церковные и управленческие реформы. Так, он требует отмены платежей в пользу папы в Империи, так называемых аннатов. В результате этой политики Майнцского архиепископа резко ухудшились его и ранее непростые отношения с папой Пием II.
Так как Дитер отказывался изменить свою позицию в необходимости проведения церковных реформ, он был 21 августа 1461 года отстранён папой от руководства Майнцским архиепископством и осуждён на изгнание. В результате началась ожесточённая война между Дитером и назначенным папой новым архиепископом Адольфом фон Нассау (Баденско-пфальцская война). Оба претендента имели союзников — на стороне фон Изенбурга выступил даже его в прошлом противник, курфюрст Пфальца Фридрих, однако Дитер в конце концов потерпел поражение. В ночь на 28 октября 1462 года войска Адольфа захватили Майнц. В результате штурма города погибли более 400 майнцских горожан (город в целом был верен архиепископу Дитеру), и столько же приверженцев опального правителя вынуждены были бежать от преследований, в их числе был Иоганн Гутенберг.
Война за архиепископство Майнцское завершилась так называемым Цейльсхеймским миром 5 октября 1463 года, заключённым в открытом поле, под деревом близ городка Цейльсхейм (ныне — часть Франкфурта-на-Майне). Согласно этому договору, Дитер отказывался от претензий на архиепископство, однако взамен получал три его округа — Хёхст, Штейнхейм и Дибург, его резиденцией становился прежде архиепископский замок в Хёхсте.
Когда в 1485 году умирающий Адольф фон Нассау назначал своего преемника, то выбор его пал на давнего противника, Дитера фон Изенбурга — таким образом архиепископ желал примириться перед кончиной со своим врагом. 9 ноября 1475 года Дитер фон Изенбург был вновь избран соборным капитулом архиепископом Майнцским. В этот раз он был утверждён и папой Сикстом IV. Во время своего второго управления архиепископством Майнцским Дитер фон Изенбург уже не предпринимал попыток реформировать отношения внутри церкви, принимая при этом значительные усилия соблюдения церковного устава и заботясь об улучшении качества церковного же образования и воспитания. В 1477 году он основывает университет в Майнце.
Среди прочих деяний Дитера фон Изенбурга в эти годы было прекращение им в 1476 году народного паломничества, организованного Гансом Бёмом (окончившееся смертью последнего) и проведение судебного процесса против еретика Иоганна Везельского. В папском Риме Дитеру был присвоен почётный титул primus inter pares (первый среди равных). Похоронен в Майнцском соборе.